# 벨라 다르비
벨라 다르비(폴란드어: Bella Darvi, 본명: 바일라 벵기에르(Bajla Węgier), 1928년 10월 23일 ~ 1971년 9월 11일)는 폴란드의 배우이다.

## 출연 작품
- 레이서 (1955)
- 헬 앤 하이 워터 (1954)
- 이집트 (1954)